# Janambo
Janambo es una localidad del estado mexicano de Michoacán. Es parte del municipio de Puruándiro.

## Toponimia
El nombre «Janambo» proviene de los términos en purépecha: xanamu, piedra áspera; ro, locativo. Su significado es «Lugar de piedras ásperas».

## Demografía
| Gráfica de evolución demográfica |
|                                  |

| Censo | Población |
| ----- | --------- |
| 1900  | 472       |
| 1910  | 388       |
| 1921  | —         |
| 1930  | 624       |
| 1940  | 820       |
| 1950  | 1027      |
| 1960  | 975       |
| 1970  | 1152      |
| 1980  | 1199      |
| 1990  | 1569      |
| 2000  | 1522      |
| 2010  | 1245      |
| 2020  | 1093      |